# Nunzio Rapisardi
Nunzio Rapisardi (Catania, 1877 – San Pietroburgo, 1911) è stato un baritono italiano.

## Biografia
Nunzio Rapisardi nacque a Catania in una famiglia di artisti, . Anche le sorelle, Nunzia Rapisardi e Bianca Morello, intrapresero la carriera di cantanti liriche. Nunzio Rapisardi studiò canto a Firenze con i maestri Vincenzo Vannini e Corrado Pavesi Negri. Il suo debutto avvenne come baritono al Teatro Pagliano di Firenze nel 1898, dove interpretò il personaggio di Schaunard ne La bohème di Giacomo Puccini. 
In seguito provò a esibirsi in ruoli di tenore: nel 1902 al Teatro Reinach di Parma, interpretando Canio nei Pagliacci di Ruggero Leoncavallo. Dopo poco ritornò però a ruoli baritonali che meglio si addicevano alla sua tessitura vocale.
Nel 1903 partecipò come protagonista al Rigoletto di G. Verdi  al Teatro Rossini di Venezia. Nel 1907 al Teatro Lirico di Milano mise in scena Amica di Mascagni diretta dal compositore e partecipò alla prima assoluta di due opere: Marcella di Umberto Giordano accanto a nomi illustri del panorama operistico come Fernando De Lucia e Gemma Bellincioni e La nave rossa di Armando Seppilli. Nell'anno successivo fu ancora a Milano al Teatro dal Verme per Carmen  di Bizet e Fasma di Pasquale La Rotella, entrambe le opere furono dirette da Tullio Serafin. 
Nel 1910 fu "un Wotan di primissimo ordine" nell'opera Sigfrido di Wagner a Parma, con Giuseppe Borgatti nel ruolo del protagonista e con la direzione di Vittorio Gui; poco dopo al Teatro Bellini di Catania faceva parte della compagnia che mise in scena il Lohengrin. Nello stesso anno ottenne grande successo di critica a Livorno al Teatro Goldoni con Andrea Chenier, a Genova,  a Palermo con Rigoletto, a Cesena con I pescatori di perle, ad Ancona al Teatro delle Muse con Thais.
La sua ultima rappresentazione nel 1911 fu nell'Aida di Verdi al Teatro imperiale di San Pietroburgo, dove si ferì a un piede con un chiodo arrugginito e morì di tetano di lì a poco.

## Repertorio
| Ruolo          | Titolo                          | Autore         |
| -------------- | ------------------------------- | -------------- |
| Schaunard      | Boheme                          | G. Puccini     |
| Rodolfo        | Sonnambula                      | V. Bellini     |
| Belcore        | Elisir d'amore                  | G. Donizetti   |
|                | Clara                           | E. Cappetti    |
| Carlo/Melitone | La Forza del Destino            | G. Verdi       |
| Figaro         | Il Barbiere di Siviglia         | G. Rossini     |
| Riccardo       | I Puritani                      | V. Bellini     |
| Germont        | La Traviata                     | G. Verdi       |
| David          | L'Amico Fritz                   | P. Mascagni    |
| Lescaut        | Manon                           | J. Massenet    |
| Enrico         | Lucia di Lammermoor             | G. Donizetti   |
| Antonio        | Linda di Chamonix               | G. Donizetti   |
| Malatesta      | Don Pasquale                    | G. Donizetti   |
| Albert         | Werther                         | J. Massenet    |
|                | Natale                          | A. Cadore      |
| Michele Scalza | Celeste                         | G. Orsini      |
| De Siriex      | Fedora                          | U. Giordano    |
| Canio          | Pagliacci                       | R. Leoncavallo |
| Rigoletto      | Rigoletto                       | G. Verdi       |
| Valentino      | Faust                           | C. Gounod      |
| Worms          | Germania                        | A. Franchetti  |
| Alfonso        | Favorita                        | G. Donizetti   |
| Scarpia        | Tosca                           | G. Puccini     |
| Hermann        | Loreley                         | A. Catalani    |
| Viandante      | Sigfrido                        | R. Wagner      |
| Rinaldo        | Amica                           | P. Mascagni    |
| Renato         | Un Ballo in Maschera            | G. Verdi       |
| Kurvenaldo     | Tristano e Isotta               | R. Wagner      |
| Conte          | Trovatore                       | G. Verdi       |
| Ardi           | La Nave Rossa                   | A. Seppilli    |
| Drasco         | Marcella                        | U. Giordano    |
| Amonasro       | Aida                            | G. Verdi       |
| Alfio          | Cavalleria Rusticana            | P. Mascagni    |
| Jago           | Otello                          | G. Verdi       |
| Tetralmondo    | Lohengrin                       | R. Wagner      |
| Barnaba        | La Gioconda                     | A. Ponchielli  |
| Escamillo      | Carmen                          | G. Bizet       |
| Hans Sachs     | I Maestri Cantori di Norimberga | R. Wagner      |
| Zurov          | Fasma                           | P. La Rotella  |
| Sharpless      | Madama Butterfly                | G. Puccini     |
| Taddeo         | Amore e Perdizione              | J. Arroyo      |
| Prospero       | La Borghesina                   | A. Machado     |
| Jokahaan       | Salomè                          | R. Strauss     |
| Kyoto          | Iris                            | P. Mascagni    |
| Gerard         | Andrea Chanier                  | U. Giordano    |
| Atanaele       | Thais                           | J. Massenet    |
| Zurga          | Pescatori di Perle              | G. Bizet       |
| Erode          | Erodiade                        | J. Massenet    |

## Discografia
Le incisioni discografiche di cui si ha notizia sono state pubblicate dall'etichetta discografica Phonodisc Mondial Record, nel 1989 è stata riversata un'aria in compact disc.
|     | Titolo dell'aria                                   | Etichetta discofica           | tipo di supporto |
| 51  | Forza del destino: Le minacce, i fieri accenti     | Phonodisc Mondial Record      | disco sonoro     |
| 80  | Barbiere di Siviglia: Largo al factotum            | Phonodisc Mondial Record      | disco sonoro     |
| 81  | Un ballo in maschera: Eri tu                       | Phonodisc Mondial Record      | disco sonoro     |
| 113 | Lucia di Lammermoor: Cruda funesta smania          | Phonodisc Mondial Record      | disco sonoro     |
| 115 | Ernani: Oh! Dei verd'anni miei                     | Phonodisc Mondial Record      | disco sonoro     |
| 122 | Amleto: O vin discaccia la tristezza               | Phonodisc Mondial Record      | disco sonoro     |
| 123 | Amleto: Come romito fior                           | Phonodisc Mondial Record      | disco sonoro     |
|     | Ernani: Oh! de Verd'anni miei in Le voci dell'Etna | Edizioni del Tima Club (1989) | compact disc     |